# Charles-Frédéric Brun
Pour les articles homonymes, voir Brun.
Charles Frédéric Brun dit « Le Déserteur », est un peintre suisse d'origine alsacienne. Sa vie et son histoire ont été rendues célèbres par le roman de Jean Giono, Le Déserteur, où celui-ci lui compose une biographie imaginaire.

## Origine
Il serait né en 1811 à Colmar, comme témoigne un papier signé de sa main et daté du 4 février 1844, conservé à Salvan. Cependant, lors de recherches effectuées en 1965 dans les registres de l'État civil, par le conservateur du musée de Colmar, Pierre Schmitt, aucun Charles-Frédéric Brun n'a été trouvé.
Dans la préface du livre Sur les pas du Déserteur, Jean-Claude Michelet résume les deux possibilités qui expliqueraient ce mystère :
- peut-être est-il né dans un village voisin de Colmar, auquel cas seul un hasard peu probable pourrait un jour nous éclairer sur son origine ;
- ou alors, le nom de Brun est un nom d'emprunt et, dans ce cas, le mystère demeure encore plus total.

Cette absence de passeport et d'acte de naissance lui aurait valu l'étiquette péjorative de déserteur.

### Arrivée en Valais
Grâce à la recommandation de l'abbé de Rivaz, de Saint-Maurice, obtenue par le curé de Vollèges, le chanoine Helzelet, pour son protégé, Charles-Frédéric Brun fut reçu dans une famille de la paroisse de Salvan en automne 1843.

### L'instituteur de Trétien
Le village de Trétien étant particulièrement négligé en matière d'enseignement public, le curé de la paroisse de Salvan, le chanoine Maret, lui confie un mandat : celui d'enseigner à lire et à écrire à des analphabètes, adultes et enfants.
« Il a aussi déballé des pinceaux, des couleurs, du papier : et des modèles ; de ces images pieuses ou profanes répandues par les colporteurs et où l'on peut trouver des attitudes ; voir comment on campe des personnages. Or, ce qu'il va peindre avec simplicité habile et dans un style d'emblée achevé, désormais invariable, ce ne sont pas des compositions rêvées ou des paysages contemplés, non plus des visages pittoresques de la communauté où il vit. Il peint sur commande. On lui demande des images saintes et de saints, des Nativités et des Saintes Familles pour remplacer celles que le temps a noircies contre les murs de la cuisine ou des chambres. Celles qu'il fait sont rayonnantes de belles couleurs. »

### Le départ pour la Savoie
À la suite des échos des luttes qui mettent aux prises la Vieille Suisse et la Jeune Suisse, Brun quitte la Suisse à la pleine lune d'avril 1844, pour se diriger vers le hameau de Barberine, en empruntant le sentier solitaire du Val d'Orby. Dès lors sa trace se perd pendant deux ans.

### Le retour en Valais
On retrouve sa trace aux Agettes où, le 29 février 1848, il peint un Saint Étienne premier martyr pour Étienne Pitteloud. C'est la première œuvre que l'on connaisse de lui depuis son retour en Valais.
Depuis cette « réapparition », Charles-Frédéric Brun vit vingt-quatre ans sur les paroisses de Nendaz et d'Hérémence.
Il y peint notamment l'antependium de la chapelle Saint-Sébastien de Nendaz vers le milieu du XIXe siècle.

### Sa mort
L'abbé Jérôme Gillet est curé de Nendaz depuis huit ans lorsqu'il enregistre ainsi le décès de Charles-Frédéric Brun : « Le 9 mars 1871 à midi est décédé à Veysonnaz Charles-Frédéric Brun, peintre alsacien, enseveli le 12 à Nendaz ».
Sur le registre d'état-civil tenu également par le curé Gillet, il précise qu'au moment de sa mort, Brun, né de père et de mère inconnus, est âgé de 67 ans et qu'il a son domicile à Bieudron. Une observation marginale précise son état et son origine : « mendiant alsacien ».

## Œuvres
On recense 240 œuvres de Charles-Frédéric Brun mais on pense qu'il en a réalisé bien davantage qui auraient disparu par accident ou négligence. Ses productions sont essentiellement des images pieuses « remarquables par la vivacité des couleurs, par la gaieté comme par l'audace des compositions qui contrastent avec la naïveté du trait ». 
- Saint Jacques en Galice, saint Joseph, sainte Marie, aquarelle et gouache sur papier, réalisée au Trétien le 10 mars 1844, pour Jacques Claivaz. Il l'a signée : Pinx, Charles-Fréd. Brun. Cette œuvre est la première peinture que l'on connaisse de lui[1].
- Les trois rois mages, en voyage pour adorer l'enfant Jésus, né à Bethéleem, crayon, encre, aquarelle et gouache sur papier, peint le 19 novembre 1852 à Basse-Nendaz. A servi pour l’édition des cartes de vœux de l’UNICEF, Bureau pour l’Europe, Fonds des Nations unies pour l’Enfance, 1977.

## Référence
1. 1 2 3 4  Sur les pas du Déserteur, Université populaire de Nendaz, 1982
2. ↑  (de) Hans Jenny (dir.), Kunstführer durch die Schweiz : Basel-Landschaft, Basel-Stadt, Bern, Freiburg, Jura, Solothurn, vol. 3, Zurich, Société d’histoire de l’art en Suisse /Büchler Verlag, 1982, 1108 p. (ISBN 3-7170-0193-0), p. 370.
3. ↑  Yvan Fournier, Passé simple, no 80 « Le déserteur et ses images pieuses », Décembre 2022, p. 2 à 13.